# Unione Territoriale Intercomunale Collio - Alto Isonzo
L'Unione Territoriale Intercomunale Collio - Alto Isonzo è stato un ente amministrativo e territoriale istituito nel 2016, contestualmente alla cessazione delle province della regione Friuli-Venezia Giulia.. È stata soppressa nel 2020 ai sensi della legge regionale 21/2019. Prede il nome dalla zona del Collio e dell'alto corso del fiume Isonzo poste nella parte orientale della regione.
| Stemma | Comune                   | Popolazione | Superficie | Altitudine |
| ------ | ------------------------ | ----------- | ---------- | ---------- |
|        | Capriva del Friuli       | 1 708       | 6,32       | 49         |
|        | Cormons                  | 7 366       | 35,09      | 56         |
|        | Dolegna del Collio*      | 352         | 27,33      | 90         |
|        | Farra d'Isonzo           | 1 712       | 10,25      | 46         |
|        | Gorizia                  | 34 453      | 41,26      | 84         |
|        | Gradisca d'Isonzo        | 6 468       | 11,22      | 32         |
|        | Mariano del Friuli       | 1 509       | 8,59       | 32         |
|        | Medea                    | 949         | 7,36       | 132        |
|        | Moraro                   | 754         | 3,57       | 44         |
|        | Mossa                    | 1 544       | 6,21       | 59         |
|        | Romans d'Isonzo          | 3 726       | 15,5       | 23         |
|        | San Floriano del Collio* | 796         | 10,63      | 276        |
|        | San Lorenzo Isontino     | 1 564       | 4,4        | 54         |
|        | Savogna d'Isonzo*        | 1 717       | 16,98      | 49         |
|        | Villesse                 | 1 672       | 12,05      | 18         |

(*) I comuni contrassegnati non hanno mai sottoscritto lo statuto della relativa unione terriroriale di appartenenza.